# ナイトストライカー
『ナイトストライカー』 (Night Striker) は、1989年にタイトーが稼働したアーケード向けの大型筐体ゲーム。疑似3D表現を用いたシューティングゲームである。ディレクターは海道賢仁。
略称は『ナイスト』。キャッチコピーは「夜の街を駆け抜けろ！」。
ゲーム誌『ゲーメスト』誌上で行われた「第3回ゲーメスト大賞」にて大賞8位を獲得、ゲーメストムック『ザ・ベストゲーム』の人気投票では4位を獲得した。
直接的な続編などはタイトーでは作られていないが、ゲームデザインやコンセプトが本作の影響を受けていると思しきゲームが幾つか存在する。（#関連作品を参照）

## 概要
プレイヤーはコックピット型筐体に乗り込み、アナログレバーで自機「インターグレイ Xsi」を操縦、出現する敵機をレーザー弾で撃墜していく。
各ラウンドの最後に待ち受けるボスキャラクターを破壊（攻撃目標が複数存在する場合は全滅）もしくは制限時間一杯逃げ切って自爆あるいは逃走させればラウンドクリア。次に攻略するステージを2つのうちから1つ選択して次ラウンドへ進んでいき、全6ラウンドをクリアするとエンディングとなる。

## 開発
企画者の海道によると、当初は「チューブ状のコースでレースを行う大型可動筐体の3D宇宙レース」として企画されたもののコスト面から頓挫。可動筐体でなくても臨場感を感じさせる為の工夫として、モニターの左右で走馬灯が回転し、光が流れている様に見えるギミックが提示され、これを活かすアイデアとして「近未来的な夜の街でエアカーを駆って空中レースをする」企画に変貌した。その企画は海道の上司による「これってさー、ミサイルとか撃てないの??」との発言を受けて更に手が加えられ、『破壊』と『疾走感』による爽快感を軸にした3Dシューティングゲームとなっていったという。

## 筐体
一人乗りのコクピットタイプで、入力デバイスはアナログレバー＋1トリガー・2ボタン、スタートボタンからなる。プレイヤーの座席は、座面脇の握手を引き上げる事で前後にスライドさせる事が出来、着座位置を調整できるようになっている。
演出装備として、モニター画面の上と左右を取り囲む様に、「ライトストリームシステム」と呼ばれる走馬灯に似た構造の回転体が実装されている。これはシーンによって光を透過しながら回転し、夜の街を駆け抜ける雰囲気を演出するためのものである。サウンド出力は当初前後4チャンネル (ch) を予定していたが、開発予算の都合で前スピーカー＋シート内蔵の後ろスピーカーの前後2ch出力としている。また、シート内部に大口径ウーファーと共鳴ボックスが内蔵されている。一方で特殊な筐体故に製造コストが高い上に故障しやすい構造となってしまい、日本国内の出荷台数は僅か303台に留まった。

## 設定ストーリー
西暦2049年、行方不明となっていたレーザー光学の世界的権威、 リンドヴェリ＝マスカ博士が東洋を拠点とする謎の組織に愛娘シンディと共に捕らわれていることがわかった。 しかも、それは近年アジアで多発するテロ事件と何らかの関わりがあるらしいのだ。国連特務機関情報部は事件の詳細を探るために諜報員を派遣、だが、帰って来た者は1人としていなかった。 わずかに、その組織が秘密工場で特殊な武器を開発しているらしいという漠然とした情報だけは手に入ったが――。事態の重さを知った特務機関長官ディック＝ダグラスは、マスカ博士を救出し、組織を壊滅すべく、特別行動隊に出動を命じた。 歴戦の勇士を集めた選りすぐりの精鋭達、特殊な装甲車を操り、 不可能と呼ばれる作戦を次々と成功させる最強のコマンド......... それが国連特務機関特別行動隊、通称･ナイトストライカー.........
※店頭用フライヤーより一部抜粋※

## ゲームシステム

### 自機
自機はレバー操作によって画面内を自由に飛翔できる。また、後述するように地上走行も行える。レバー操作は飛行機と同様にレバーを上（奥）に倒すと自機が下に降り、下（手前）に引くと自機が上昇する。
攻撃
レバーの人差し指部分にあるトリガーを引くと、画面の奥に向かってまっすぐ飛ぶレーザー弾を発射する。トリガーを引きっぱなしにすると秒間7発あるいは10発、自動連射できる。後述するホーミングレーザー弾はトリガーでは発射できない。レバー両脇にあるボタンは、いずれも押下することでトリガーと同じくレーザー弾を発射する。ただし、レバーを倒すのと同時にボタン（左右どちらでも良い）を押すと、レバーを倒した方向にいる一番近い敵に向かって飛んでいくホーミングレーザー弾を発射する。この弾には弾数制限はない。左右ボタンはソフトウェア連射に対応していない。
シールド
自機に敵弾が命中したり、敵機や障害物と衝突したりすると、画面下部に表示されたシールド残量が1つずつ減っていく。すべてのシールドが無くなった後にダメージを受けると操作不能となり、継続プレイを行わない場合はゲームオーバーとなる。シールドは次ラウンド開始直前に一定数回復する仕様で、最大値で9ポイントになる。
地上走行モード
ラウンド中、レバーを上に入れっぱなしにして自機が地表に接地すると、車体からタイヤを露出させて地上を走行する。この形態を維持すると、後述するランニング・ポイントが増加する。ただし、運河・海上・上空の各ステージでは走行できない。また、自機から脱出した操縦士を操作するステージQでも同じくこの要素は無い。自機がバイク型になるステージSではレバーを上（奥）に倒さなくてもランニング・ポイントが増加する。

### 難易度ランク
ゲーム内難易度は16段階。初期レベルは通常難易度2であるが、ディップスイッチの設定により1 - 4からスタートする。ランクはラウンドクリア時に上昇するほか、プレイ内容でも変化する。

### シーン
ゲームは全6ラウンドだが、各ラウンドクリア後にステージが2つに分岐するため、次のステージをどちらにするかを選ぶことになる。総ステージ数は全21ステージある。各ステージはAからUまでのアルファベットで名付けられている。ステージは以下の表にある9シーンからなり、同じシーンでも高次ラウンドで登場するものほど地形が複雑化したり、敵の攻撃が激しくなる。
ラウンドクリア後に自機はトンネルに入り、左右どちらかのルートにレバーを倒して進む。ルートを選択せずほぼ画面中央に居続けると、トンネルが分岐する分かれ目に衝突して強制的に1ドットでも寄っている方のラウンドに進む。トンネルの分かれ目に衝突した際にはダメージを受けた時と同じ演出（グラフィックと効果音）が起きるがダライアスと異なりダメージは負わない。
| シーン         | STAGE | 内容 | ボス                                                | 使用曲                 | ライトストリームシステムの回転方向 |
| -------------- | ----- | --- | --------------------------------------------------- | ---------------------- | ---------------------------------- |
| 市街 CITY      | A,O,R | 画面左右に看板や高層ビル群が立ち並ぶ市街地を駆け抜けていくステージ。高次ラウンドになると巨大な球体が道を塞ぐ。                 | ジャイロハウンド                                    | URBAN TRAIL            | 左：正転 上：正転 右：正転         |
| 郊外 SUBURBS   | G,M,T | 郊外のハイウェーを駆け抜けていくステージ。市街に比べて急カーブが多い。巨大な柱状の構造体の中を抜けていく場面がある。           | ファイアクラッカー                                  | TRANCE PARLENT IN BLUE | 左：正転 上：停止 右：正転         |
| 工場 FACTORY   | B,N,P | 天井のある地下工場内を進んでいくステージ。障壁や自動閉鎖するシャッターが行く手を阻む。                                         | ムービングマニピュレーター                          | BRAIN WORKER           | 左：停止 上：正転 右：停止         |
| 海上 SEA       | D,I,U | 海上を飛翔するステージ。時折橋梁が出現する為、上を抜けるか、橋脚の間をすり抜けていく。                                         | ドラゴンヘッド                                      | AQUARIUS               | 左：停止 上：停止 右：停止         |
| 上空 SKY       | F,H   | 都市上空を飛翔するステージ。障害物が存在しない。後方から出現して自機を追い抜いていく戦闘機の編隊から追尾ミサイルで攻撃される。 | ビッグフローター ／スカイドラグーン                 | FLY AWAY               | 左：停止 上：停止 右：停止         |
| 運河 CANAL     | C     | パイプが張り巡らされた運河を進んでいくビルの間のステージ。敵機の攻撃も激しく、全ステージの中で最も難しい。                     | ドラゴンヘッド                                      | TERARIST               | 左：正転 上：正転 右：正転         |
| ビル街 STREETS | Q     | 市街ステージに酷似している。ビル看板が大きく張り出していたり、パイプが行く手を阻む。                                           | スカイドラグーン                                    | TERARIST               | 左：正転 上：正転 右：正転         |
| 寺院 TEMPLE    | L,S   | 塔や灯籠が無数に立ち並ぶ寺院の広大な境内を駆け抜けるステージ。黄色い塔は破壊不可能。                                           | グレートデストロイヤー （トワイライト・ミラージュ） | ma-gu-ri-vu            | 左：逆転 上：逆転 右：逆転         |
| 地下道 TUNNEL  | E,J,K | 狭いトンネル内を抜けていくステージ。障壁の中にはスライドしてルートを塞ぐ物もある。                                             | ナイトジャッカル                                    | BURNING ROAD           | 左：正転 上：正転 右：正転         |

### スコア
ナイトストライカーには以下の様なスコア稼ぎ要素（フィーチャー）が存在する。特に、弾を全く撃たずにノーダメージでクリアした場合に高得点が入る「パシフィスト・ボーナス」が発見されると、本ゲームをプレイするハイスコアラーは「シューティングゲームなのに全く弾を撃たない」プレイスタイルを突き詰めていった。
ランニング・ポイント
ゲーム開始直後からオールクリアメッセージ表示時まで、自機の飛行中は1/60秒ごとに10点、地上走行時は110点が自動的に加算され続ける。難易度レベルにより、加算される点数が上下する。
ボスタイマー・ボーナス
ラウンドクリア時、各ラウンドボスの出現時に表示されるタイマーの残数×10万点が加算される。
ワイプアウト・ボーナス
ラウンド中に登場する敵機を全て破壊すると、ラウンドクリア後に100万点が加算される。
パシフィスト・ボーナス
ラウンド中、自機が弾を一発も撃たず、かつ全くダメージを受けずにクリアした場合、そのラウンド規定のボーナス点が加算される（以下の表を参照）。これを2ラウンド以上連続して達成した場合、前ラウンドで獲得した点数の2倍の点数が加算される。例えば、ラウンド2とラウンド3で達成した場合、それぞれ300万点、600万点（前ラウンドで獲得した点数の2倍）が加算される。全てのラウンドでパシフィスト・ボーナスを獲得していくと、ボーナス点は最大2000万点まで倍増していく。
STAGE Rにて、支援機「ティンカー・ベル」の自動攻撃がパシフィスト・ボーナス獲得の条件に抵触しない事を利用し、ワイプアウト・ボーナスとパシフィスト・ボーナスを同時に獲得した場合、パシフィスト・ボーナスだけが加算される様になっているといわれている。
| ラウンド数 | ラウンドごとの ボーナス点 | 全てのラウンドでパシフィスト・ボーナスを 獲得した場合のボーナス点 |
| ---------- | ------------------------- | ----------------------------------------------------------------- |
| 1          | 200万点                   | 200万点                                                           |
| 2          | 300万点                   | 400万点                                                           |
| 3          | 400万点                   | 800万点                                                           |
| 4          | 500万点                   | 1600万点                                                          |
| 5          | 600万点                   | 2000万点                                                          |
| 6          | 700万点                   | 2000万点                                                          |

オールクリア・ボーナス
全ラウンドクリア時、シールドの残数×100万点が加算される。
ミステリー・ボーナス
ステージ内で一定の行動をとる事で入るボーナス。
- パイプ抜け：STAGE Cに張り巡らされたパイプとパイプの隙間を通り抜けると10万点加算される。また、ステージ終盤に配置された四角い輪っか状のパイプ構造体のうち、向かって左側に配置されている物の中を通過すると10万点加算される。
- 花火：郊外ステージに登場する人型のパワージャケットを倒すと残骸が画面奥方向へ飛ぶが、その残骸が他の敵機に当たって誘爆すると背景に花火が打ち上がり、10万点加算される。
- ポット：路肩に設置されている円筒形のポットに激突すると1000点加算される。この際ダメージ演出があるがシールドは減らない。
- トワイライト・ミラージュ出現：STAGE Sで、3体出現する通常ボスのうち、初期配置で中央にいる個体を最後に倒すと、隠れボス『トワイライト・ミラージュ』が出現し、120万点加算される。

### 最終ラウンドの演出
最終ラウンドでは、選択したシーンによってラウンド開始前に特別な演出が発生した後、自機が以下の様に変化する。ラウンドクリア後のエンドデモを見ることで、プレイヤーはナイトストライカー隊の別動隊と連携して作戦行動を行なっていた事が明らかになる。
| SCENE | 演出 | 攻撃                                                 | 特徴 | 指令                                         |
| ----- | --- | ---------------------------------------------------- | --- | -------------------------------------------- |
| P     | 秘密プログラムが作動し、フィギュア形態（ロボット）に変形する。                                                                                                  | レーザー弾とホーミング弾を交互に発射する。           | 自機の当たり判定が上下に大きく拡大する。                                                                                 | 敵の巨大レーザー砲を破壊する。               |
| Q     | 敵P.A.U.（パーソナルアーマードユニット）の攻撃により自機が被弾し操縦不能に。 自らもP.A.U.で脱出した操縦士のみで任務を続行する。                                 | レーザー弾とホーミング弾を交互に発射する。           | シーン開始時の被弾は画面上は回避出来るがそれでも被弾となってしまう演出である。 自機の当たり判定が縮小。                  | 敵組織のサブリーダーを倒す。                 |
| R     | 支援機『ティンカー・ベル』と合流する。 | 敵機に対して支援機から自動的にレーザー弾を発射する。 | 支援機は自機のそばに滞空する。 支援機が撃った弾はパシフィスト・ボーナスの条件に影響しない。                              | 敵組織のリーダーを倒す。                     |
| S     | これまでの戦闘のダメージの蓄積により自機右舷より発火。 外部装甲がパージされるとコクピット部分がバイク型脱出モジュールになっておりこれを操縦して任務を続行する。 | レーザー弾とホーミング弾を交互に発射する。           | 自機の当たり判定が縮小。 操縦方法が若干変わり、レバーを大きく引くとジャンプ、小さく引くとウィリーする。 飛行は出来ない。 | 敵本拠地のスーパーコンピューターを破壊する。 |
| T     | 無線遠隔操作で呼び出したブースターユニットを装着する。 | 自機の前方3方向にレーザー弾を発射する。              | 当たり判定が左右に拡大する。 地上走行時にレバーを左右に大きく入れると車体が浮上してしまう。                              | 博士を救出する。                             |
| U     | 危険過ぎるという理由で通常は使用される事は無い予備のガンバレルを全て開放した、フルバトルフォーメーションへ移行する。                                            | 貫通力のあるレーザー弾を前方2方向に発射する。        | | 博士の娘を救出する。                         |

## 移植版
| No. | タイトル                                        | 発売日             | 対応機種                               | 開発元             | 発売元   | メディア                                      | 型式              | 売上本数 | 備考 |
| --- | ----------------------------------------------- | ------------------ | -------------------------------------- | ------------------ | -------- | --------------------------------------------- | ----------------- | -------- | --- |
| 1   | ナイトストライカー                              | 1993年5月28日      | メガCD                                 | アイシステム東京   | タイトー | CD-ROM                                        | T-11014           | -        | |
| 2   | ナイトストライカー                              | 1995年7月28日      | PlayStation                            | ビング             | ビング   | CD-ROM                                        | SLPS-00050        | -        | |
| 3   | ナイトストライカーS                             | 1996年6月14日      | セガサターン                           | フィルインカフェ   | ビング   | CD-ROM                                        | T-19901G          | -        | |
| 4   | タイトーメモリーズII 下巻                       | 2007年3月29日      | PlayStation 2                          | タイトー           | タイトー | DVD-ROM                                       | SLPM-66713        | -        | |
| 5   | ナイトストライカー                              | INT 2022年10月27日 | メガドライブ ミニ2 SEGA Genesis Mini 2 | エムツー           | セガ     | プリインストール                              | HAA-2524 MK-16310 | -        | メガCD版の移植 |
| 6   | イーグレットツー ミニ アーケードメモリーズVol.2 | 2023年12月21日     | イーグレットツー ミニ                  | 瑞起 ※本体の開発元 | タイトー | SDカード                                      | -                 | -        | アーケード版の移植 追加SDカードに入っている10作品の1つとして収録。                                                  |
| 7   | オペレーション・ ナイトストライカーズ           | INT 2025年8月7日   | Nintendo Switch Windows                | エムツー           | タイトー | ダウンロード （ニンテンドーeショップ、Steam） | 3099790           | -        | アーケードとメガCD版の移植 『オペレーションウルフ』『オペレーションサンダーボルト』と『スペースガン』のカップリング |

### メガCD版
グラフィックの解像度を下げる事で、アーケード版の感覚に近いスピード感を再現している。操作性については通常のコントロールパッドでも相応に動かせるが、真にアーケード版のスティック操作に近しいムーブを得たい場合はマイコンソフト製のアナログスティックコントローラー「AE1-EX」を接続し、いわゆる「アナログ操作」でのプレイが必須となる。BGMはアーケード版の原曲と本作のために制作されたアレンジ版から選択可能。
海道によると、オリジナルのソースコード(ファイル)はタイトーから提供されなかったので、移植スタッフはナイトストライカーのアーケード版を筐体ごと調達し、基板からROMイメージを吸い出し逆アセンブルして解析して移植作業を行ない、更にスタッフが筐体実機でプレイをやり込み、プレイ感覚の再現に努めたという。
2022年10月27日、セガがリリースする復刻系テレビゲーム機『メガドライブ ミニ2』（MDミニ2）に約50作のゲーム群の一つとして収録される。外見こそはメガドライブ後期モデル『メガドライブ2』をベースに模したものだが、メガCDのソフトもいくつか収録されており、この中の一つとしてプリインストールされている。なお、原典とおりアナログ操作に対応しているが、MDミニ2のアナログ操作対応周辺機器は（公式には）シャープが昭和時代末期～平成時代初期に商品展開していたホビーパソコン・X68000用の周辺機器である「サイバースティック」を基にMDミニ2に対応させた『XE1AJ-USB“サイバースティック”』のみとなっている（AE1-EXを素直に復刻するのではなく、サイバースティックをシャープほか関係各位にお願いしてまで復刻しMDミニ2に対応させた理由については出典記事を参照されたい）。
因みに画面設定での特定の壁紙に設定すると筐体フレームに変わる。

### PlayStation版
グラフィックはアーケード版と遜色ないレベルで再現されているが、アーケード版と比較して挙動やタイミングが違う部分が多々ある。アナログコントローラー非対応。なお、パッケージ裏面には「この商品は（株）タイトーの許諾を得てアーケード版のナイトストライカーを参考に作った商品です」と記載されている。

### セガサターン版
タイトルは『ナイトストライカーS』となっている。PS版と比較すると敵機の挙動などアーケード版再現に向け調整された部分が見られる。通常では極端にホーミング弾の発射入力猶予が狭められているのか連射を入れたトリガーを押しっぱなしにして移動入力を行ってもホーミング弾が全く発射されない、しかし隠しコマンドで出現する裏モードでホーミング弾を出しやすくする設定がある。セガ製のアナログコントローラー「ミッションスティック」に対応。インターグレイがトンネルを駆け抜け夜のビル街を飛行するフルCGのオリジナルムービーが収録されている。アーケード移植の本編とは別に、分岐なし6面構成のオリジナルモード「EXTRA STAGE」が追加されており（以下の表を参照）、全ステージクリアするとサターン版オリジナルエンディングが流れる。
| シーン        | STAGE | 内容 | ボス                       | 使用曲                 |
| ------------- | ----- | --- | -------------------------- | ---------------------- |
| 森 FOREST     | 1     | 道路のない緑色のタイルパターンのフィールド。 遠景はSTAGE Pエンディング背景の工場の配色を変えた物と、STAGE Rエンディング時の明け方の遠景を組み合わせたもの。 画面左右を木々が覆っている。 | ムービングマニピュレーター | URBAN TRAIL            |
| 海上 SEA      | 2     | ボス戦中に橋梁が出現する。 | スカイドラグーン           | AQUARIUS               |
| 地下道 TUNNEL | 3     | ボス戦中に障壁が出現する。 | ファイアクラッカー         | BURNING ROAD           |
| 郊外 SUBURBS  | 4     | ボス戦中にH型構造体が出現し、路上の中央部に植え込みが延々と一直線に配置され自機の弾を防いでしまう。                                                                                      | グレートデストロイヤー     | TRANCE PARLENT IN BLUE |
| 運河 CANAL    | 5     | パイプの配置がSTAGE Cとかなり異なる。 | ジャイロハウンド           | TERARIST               |
| 寺院 TEMPLE   | 6     | ボスがデフォルトでトワイライト・ミラージュ。 | トワイライト・ミラージュ   | ma-gu-ri-vu            |

### PlayStation 2版
『タイトーメモリーズII 下巻』に収録された作品。ゲームが起動した後は、読み込み等による一時ゲーム進行停止は一切発生しない。オプション設定では難易度、シールド数の変更、シールドの回復量の変更、操作の上下反転の設定、ボタンの割り当て変更などが可能である。

## 音楽
BGMはZUNTATAのMar.こと高木正彦が作曲。ナイトストライカー発売年の「第3回ゲーメスト大賞」ではベストVGM大賞で第3位を受賞し、翌年の「第4回ゲーメスト大賞」のベストアルバム大賞で、ベストVGM大賞で1位を獲得した『グラディウスIII -伝説から神話へ-』を抑えて、『ダライアスII』とのカップリング版で1位を獲得している。

## スタッフ

### アーケード版
- プロデューサー：菅原徹
- ディレクター：海道賢仁
- ソフトウェア：菅原徹、橋本英樹、つかのとしあき、TMR-WIN IROMUST（津森康男）、きたばやしたかし
- キャラクター：五十嵐恒三、いしのみのり、こじまたかこ、海道賢仁
- ハードウェア：真田敏之
- エレクトリック：たけだとみお
- メカニック：やまもととおる、ひらたとおる、すずきとみお、いわさきのぶゆき
- デザイン：関口忍、のむらあきお
- 音楽：MAR.（高木正彦）
- 効果音作成：NUI（大縫一行）、YASU（渡部恭久）
- エグゼクティブ・プロデューサー：長谷川桂祐

### メガCD版
- プロデューサー：今村善雄
- ディレクター：しおかわたかし
- プログラマー：ひさやだいこく、横田義弘
- アーティスト：もりかわむねのり、横瀬さとみ、五反葉子、SHRINE
- サウンド・アレンジ：小倉久佳、河本圭代、渡部恭久、中澤秀一郎、高木正彦
- ミックス・エンジニア：早乙女正雄
- アシスタント・エンジニア：らくみつよしひろ
- マニピュレーター：関島雅樹
- スペシャル・サンクス：海道賢仁、竹島英司、アンソニー・ガル、佐藤よういち、ポニーキャニオン、サイトロン・アンド・アート

## 評価

### アーケード版
- ゲーム誌『ゲーメスト』（新声社）誌上で行われていた「第3回ゲーメスト大賞」（1989年度）において大賞8位を獲得、その他にベストシューティング賞7位、ベスト演出賞6位、ベストグラフィック賞6位、ベストVGM賞4位、ベストキャラクター賞ではインターグレイが9位を獲得した[26]。

- 1991年にそれまで発売されていたアーケードゲーム全てを対象に行われたゲーメスト読者の人気投票によるゲーメストムック『ザ・ベストゲーム』では4位を獲得、同誌のコメントでは「どちらかといえば地味で、しかも発売台数は決して多いとはいえないこのゲームが、なぜ人気投票4位の支持を得たのだろうか。その秘密のひとつは、このゲーム独自の世界観がはっきりと打ち出されていたからではないだろうか」、「アンケートを細かく調べてみると、ナイトストライカーに思いを入れたプレイヤーは一番好きなゲームに迷わずこのゲームをあげ、2位、3位にこのゲームをあげるということが少ない。それだけ、このゲームはプレイヤーの心をしっかりととらえたのだ」、「座ってみると左右と天井にライトがついていて、プレイ画面に合わせて光点が流れ、超高速で飛行している感覚が味わえる。（中略）さらにスピーカーが4つとボディソニックでサウンド面も充実」などと評されている[27]。

- 1998年に刊行されたゲーメストムック『ザ・ベストゲーム2』では、「ナイトストライカーは『究極の世界観』を造り上げることに成功した数少ない作品のひとつである」、「ゲーム全体が高いレベルで統一され、その近未来的な造詣デザインや神秘的で躍動感溢れるミュージックなどはプレイした者すべてを魅了し、筐体が全国で333台しか出回らなかったにもかかわらず多くのファンから絶大な支持を受けた」、「このゲームはシューティングゲームでありながら『弾を撃たないで、かつ攻撃をくらわずにクリアする』と得られる隠し要素の『パシフィストボーナス』がマニアの話題を呼んだことでも有名だ」と紹介されている[28]。

### メガCD版
- ゲーム誌『ファミコン通信』の「クロスレビュー」では6・6・5・4の合計21点（満40点）となっている[15]。

- ゲーム誌『メガドライブFAN』の読者投票による「ゲーム通信簿」での評価は以下の通りとなっており、21.8点（満30点）となっている[18]。

| 項目 | キャラクタ | 音楽 | お買得度 | 操作性 | 熱中度 | オリジナリティ | 総合 |
| 得点 | 3.5        | 4.1  | 3.4      | 3.7    | 3.6    | 3.4            | 21.8 |

- ゲーム本『メガドライブ大全』（2004年、太田出版）では、「メガドラの楽しみは、バネの反発力に似ている。（中略）中でもバネがはじける大逆転劇だったのが、メガCD版『ナイトストライカー』だ」、「エンジンが始動した瞬間、ジャギーだらけの粗い画面からは、本物のプレイ感覚が、動きが、風圧が吹きつけてきたのだ」と評している[25]。

### PlayStation版
ゲーム誌『ファミコン通信』の「クロスレビュー」では5・4・4・4の合計17点（満40点）、『Play Station Magazine』の読者投票による「ゲーム通信簿」での評価は以下の通りとなっており、18.4点（満30点）となっている。
| 項目 | キャラクタ | 音楽 | お買得度 | 操作性 | 熱中度 | オリジナリティ | 総合 |
| 得点 | 3.0        | 3.4  | 2.8      | 3.3    | 3.1    | 2.9            | 18.4 |

### セガサターン版
ゲーム誌『SATURN FAN』の読者投票による「ゲーム通信簿」での評価は以下の通りとなっており、19.1点（満30点）となっている。
| 項目 | キャラクタ | 音楽 | お買得度 | 操作性 | 熱中度 | オリジナリティ | 総合 |
| 得点 | 3.1        | 3.5  | 2.9      | 3.3    | 3.2    | 3.1            | 19.1 |

## 関連作品
- ダライアスバースト クロニクルセイバーズ
自機にインターグレイが出演。バースト攻撃時は原作では敵機が装備していたバリアとホーミングミサイルを放ち(TステージやUステージの強化ショットに近い。)、バリアの防御によってバーストカウンターができる。パシフィストボーナスも健在。

- ギャラクティックストーム
タイトー社が本作の後に稼働を開始したアーケードゲーム。非稼働の専用筐体を使用している、ジャンルが3Dシューティングゲームなど、本作と共通している要素が幾つかある。（ゲーム内の音楽もZUNTATAが担当しているが、ナイトストライカーは「Mar.」氏が作曲しているのに対し、本作は「OGR」が作曲している）

- ナイトストライカーGEAR
Steam / Nintendo Switch版『Operation Night Strikers』（『ONSs』）と共に制作が発表された作品。開発は『ONSs』の移植を手掛ける「エムツー」（2025年8月5日にタイトーから発売予定のNintendo Switch向け『ONSs』特装版には『GEAR』を先行プレイできるコードが付属する。Steam及びSwitchでの単体発売は2025年を予定）。タイトーでは「ナイトストライカー」の新作と標榜しているが、直接的な続編かどうかは未発表。サウンドは、元ZUNTATAの瓜田幸治が担当する。Steam版は電波新聞社マイコンソフト事業部のインテリジェントコントローラ「サイバースティック」にも対応する。

- 太鼓の達人
他社（バンダイナムコエンターテインメント）のリズムゲーム。アーケードゲーム版『9』と家庭用の幾つかに、本作のCITY面BGM『URBAN TRAIL』が収録されている。